# Conophorus paraduncus
Conophorus paraduncus är en tvåvingeart som beskrevs av Paramonov 1929. Conophorus paraduncus ingår i släktet Conophorus och familjen svävflugor. Inga underarter finns listade i Catalogue of Life.